# Najla Bouden Romdhane
Najla Bouden Romdhane (àrab: نجلاء بودن رمضان, Najlāʾ Bũdin Ramaḍān; Kairuan, 29 de juny de 1958) és una enginyera i política tunisiana, que va exercir de Primera ministra de Tunísia des del 29 de setembre de 2021, moment en què esdevingué la primera dona a ocupar un càrrec de primera ministra al món àrab.

## Biografia
Nascuda el 29 de juny de 1958 a la localitat de Kairuan, treballà d'enginyera i professora especialitzada en Ciències de la Terra a l'Escola Nacional d'Enginyers de Tunis de la Universitat de Tunis El Manar. Té un doctorat en Enginyeria antisísmica per l'Escola Nacional Superior de Minas de París i centrà el seu treball acadèmic en els riscos sísmics a la ciutat de Tunis. L'any 2011 es convertí en directora general de qualitat al Ministeri d'Educació Superior i Recerca Científica de Tunísia. El 2015 ocupà el càrrec de gerent de projectes a l'oficina del ministre Salim Shoura.
Des de setembre de 2016 ocupà el càrrec de cap de la Unitat de gestió d'objectius del mateix Ministeri amb la finalitat d'implementar el projecte de reforma de l'educació superior. El 29 de setembre de 2021, el president tunisià Kais Saied la nomenà primera ministra amb el mandat de formar i dirigir un nou govern.